# Eugenio Rizzolini
Eugenio Rizzolini (Milano, 30 agosto 1937 – 24 maggio 2025) è stato un calciatore italiano, di ruolo centrocampista.

## Carriera
Iniziò la carriera da centrocampista, poi si affermò come libero. Giocò con il Brescia per otto stagioni, le ultime tre delle quali in Serie A. Con le rondinelle disputò 235 incontri, segnando 11 reti. Ebbe anche alcune presenze in massima divisione con la maglia dell'Inter, squadra con la quale esordì in Serie A il 28 settembre 1958 nella gara casalinga vinta per 3-0 contro il Padova. Giocò anche con Novara e Mantova in Serie B.

## Palmarès

### Club

#### Competizioni nazionali
- Serie B: 1

Brescia: 1964-1965